# Amy Hunt
Amy Hunt, född den 15 maj 2002 i Nottingham, är en brittisk friidrottare som tävlar i kortdistanslöpning.

## Karriär
Amy Hunt ingick i det brittiska lag som tog silver på korta stafetten vid OS 2024. Vid EM 2024 ingick hon i stafettlaget på 4 x 100 meter som tog guld.